# شول بزرگ
نقشهٔ شول بزرگ
شول بزرگ، روستایی در تنگ شول و در جنوب کوه علی‌کمکی است. این روستا از توابع بخش کامفیروز شهرستان مرودشت در استان فارس ایران است.

## جمعیت
این روستا در دهستان خرم مکان قرار دارد و براساس سرشماری مرکز آمار ایران در سال ۱۳۸۵، جمعیت آن ۹۳۶ نفر (۱۷۸خانوار) بوده‌است.